# سيحون (توراة)

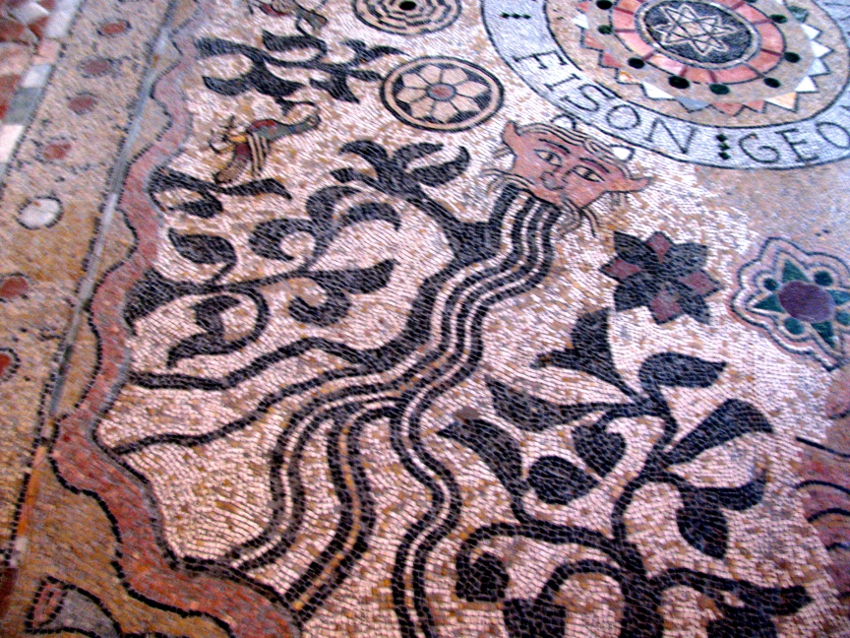

سيحون أو فيشون حسب السياق التاريخي (بالعبرية: פישון) هو اسم نهر مذكور في سفر التكوين التوراتي الذي ينبع من فرع واحد من فروع جنات عدن. ذكر كنهر رابع، بالإضافة إلى أنهار الفرات ودجلة وجيحون. يوصف بأنه النهر الذي يحيط هافيلا [الإنجليزية] التاريخية.